# پراست
شهر پراست (به روسی: Пераст) در کشور مونته‌نگرو واقع شده‌است. جمعیت این شهر ۳۴۹ نفر  است.

## نگارخانه

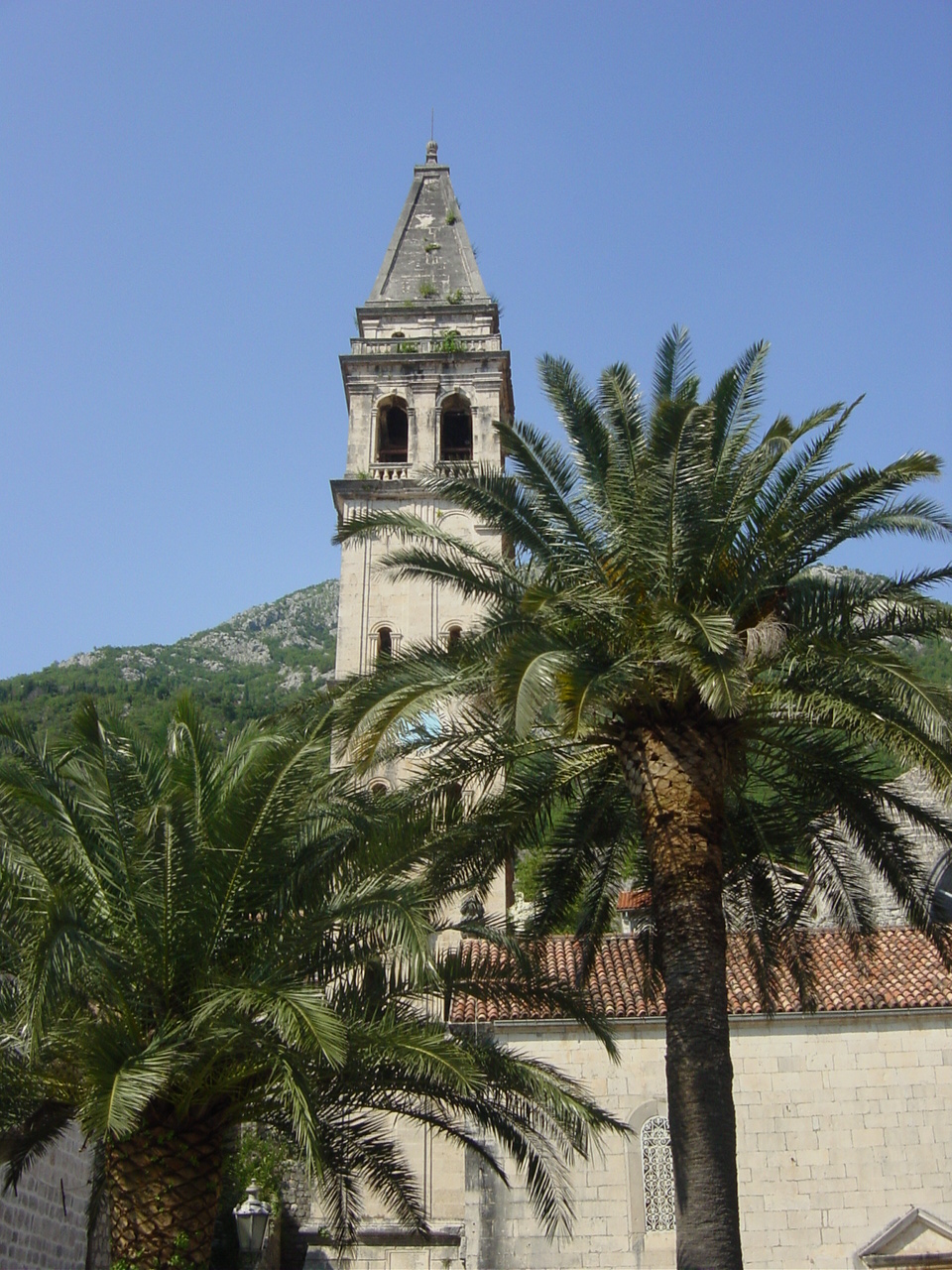
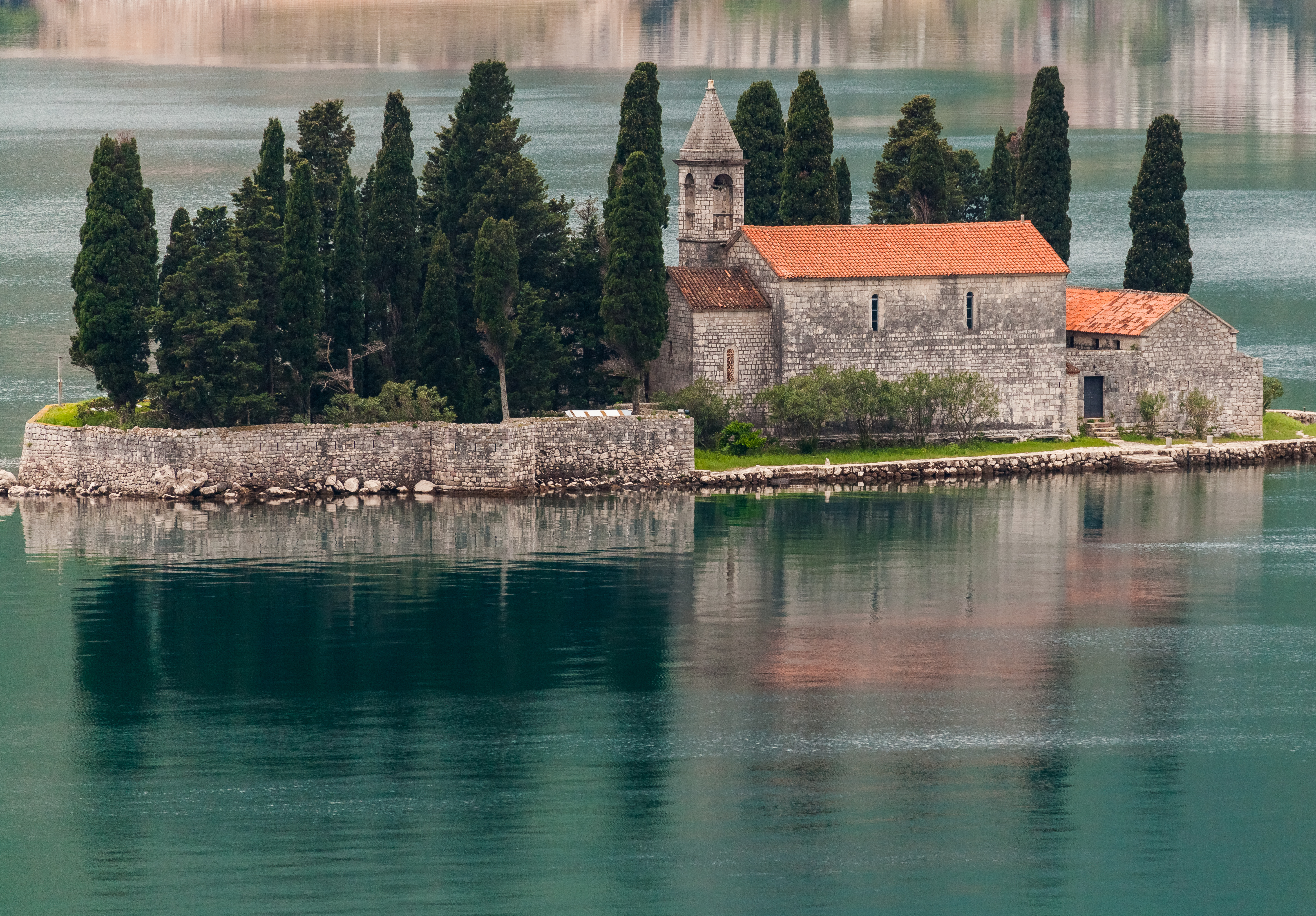
صومعه جورج قدیس
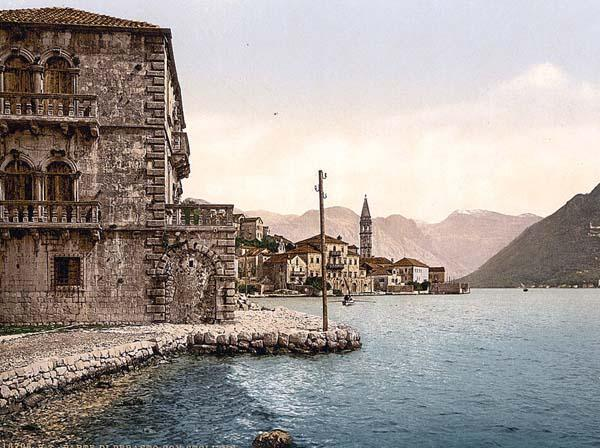
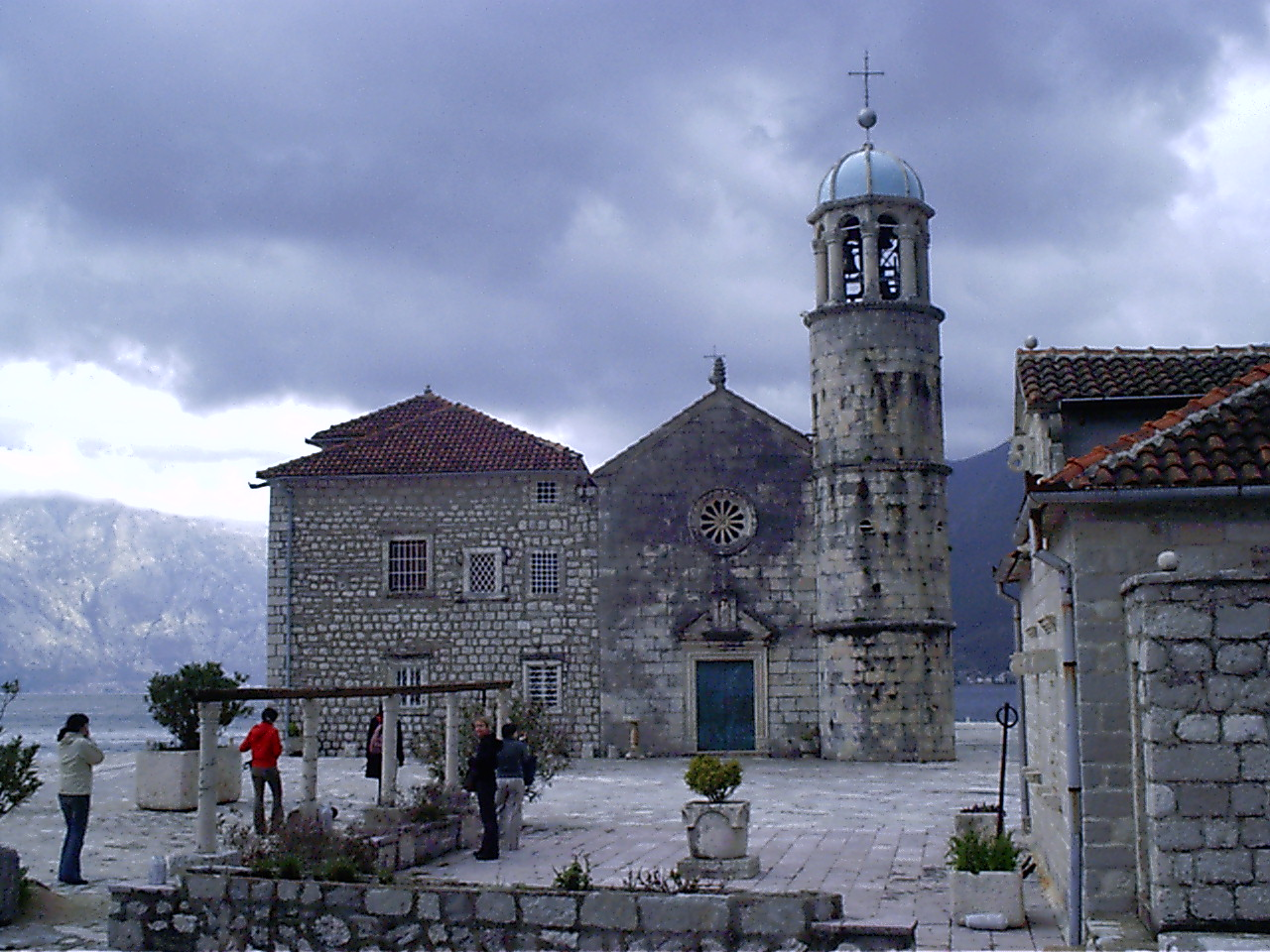
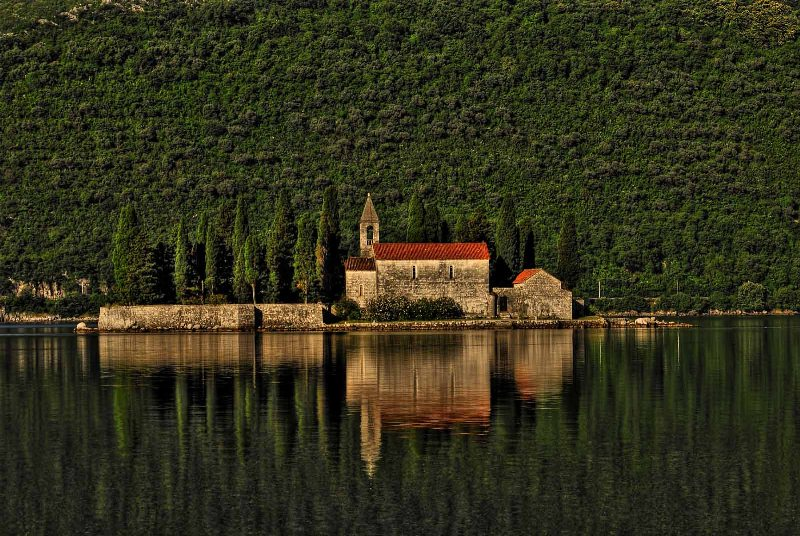
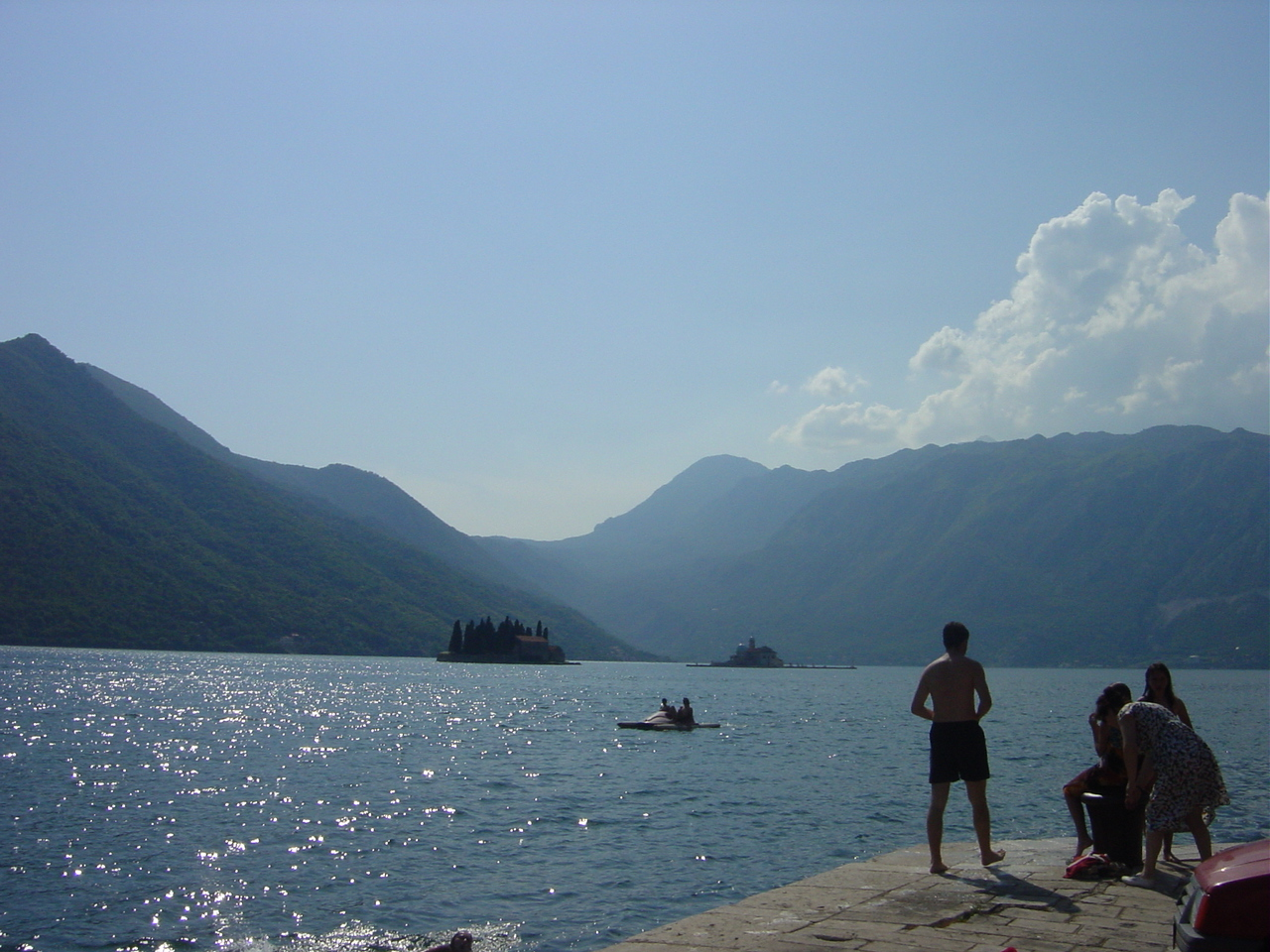
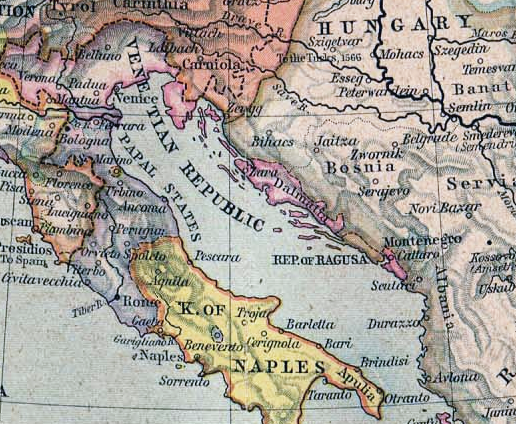